# Jan Hoet
Jan Hoet (Lovanio, 23 giugno 1936 – Gand, 27 febbraio 2014) è stato uno storico dell'arte e curatore belga.

## Biografia
Jan Hoet studiò storia dell'arte e archeologia. Dal 1975 fu direttore dello Stedelijk Museum voor Actuele Kunst (SMAK) a Gent in Belgio. Curò importanti mostre internazionali di arte contemporanea tra le quali: Chambres d'amis a Gent e Documenta IX (1992) a Kassel. Dal 2003 fino al 2008 fu direttore del MARTa Herford, museo per l'arte contemporanea e design a Herford. Realizzò la mostra colossal a Osnabrücker Land.
Il 17 giugno 2012 ebbe un collasso mentre si trovava all'aeroporto di Amburgo: rimpatriato a Gand, venne successivamente trasferito all'ospedale di Soltau, dove entrò in coma. Tornato nella struttura clinica di Gand, nel gennaio del 2014 ebbe un secondo attacco di cuore che lo indebolì moltissimo; morì meno di due mesi dopo, all'età di 77 anni.

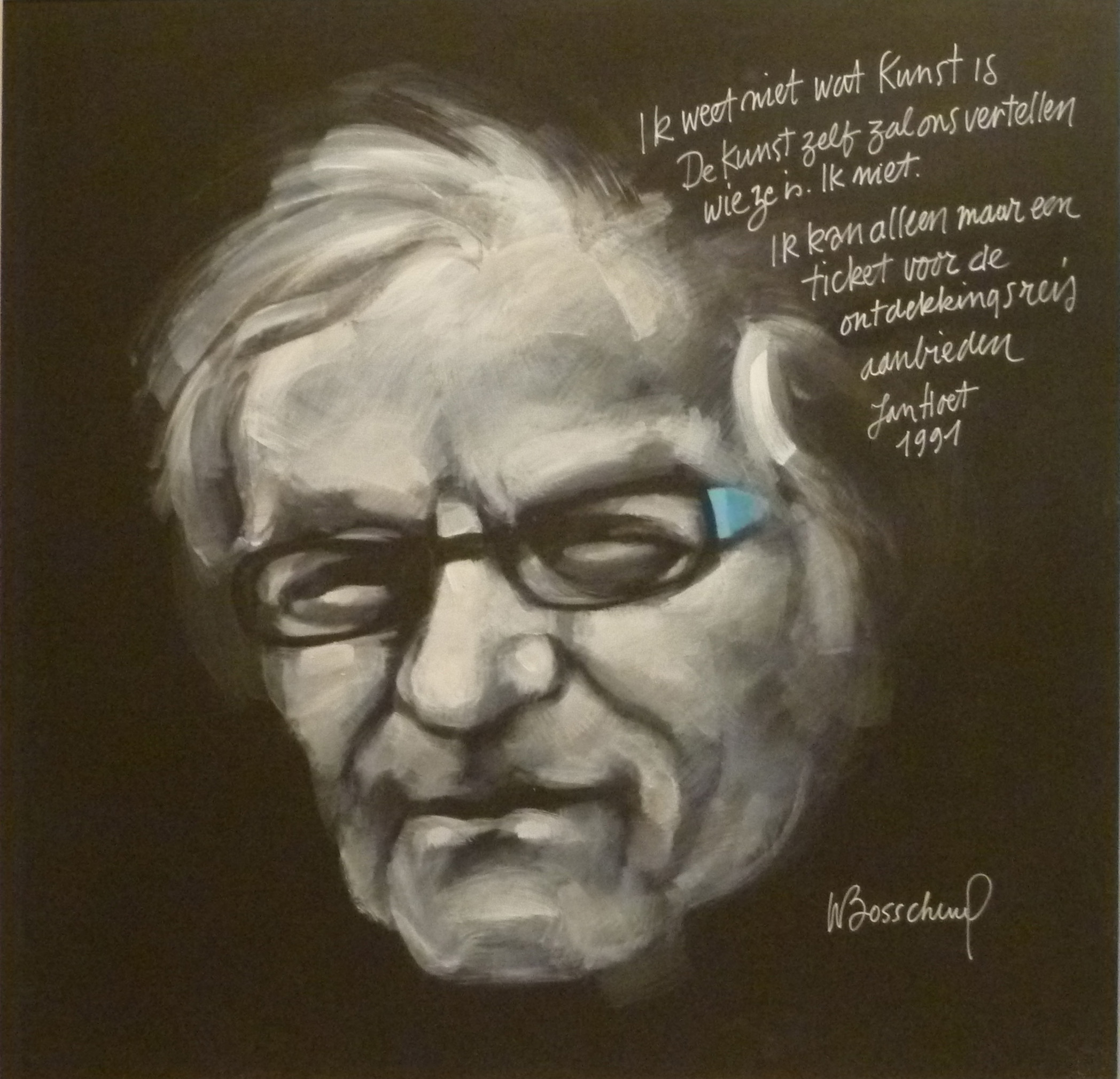
Jan Hoet effigiato dal pittore belga Willy Bosschem (2014)

## Premi e riconoscimenti più rilevanti
- Dr. h.c. der Universität Gent
- Membro della Akademie der Künste, Berlino
- Ritter des Leopold-Ordens, Belgio
- Ritter des Kronen-Ordens, Belgio
- Chevalier de l'Ordre des Arts et des Lettres de la République Française
- Ritter im Adelsstand seiner Majestät des Königs und der Königin von Belgien
- Künstlerischer Berater des Königs und der Königin von Belgien